# Lillavan, Norrbotten
Lillavan är en sjö i Överkalix kommun i Norrbotten och ingår i Kalixälvens huvudavrinningsområde. Sjön har en area på 0,0811 kvadratkilometer och ligger 37,9 meter över havet.

## Delavrinningsområde
Lillavan ingår i det delavrinningsområde (737751-181331) som SMHI kallar för Mynnar i Kalixälvens vattendragsyta. Medelhöjden är 65 meter över havet och ytan är 18,77 kvadratkilometer. Räknas de 416 avrinningsområdena uppströms in blir den ackumulerade arean 6 720,43 kvadratkilometer. Ängesån (Liinajoki) som avvattnar avrinningsområdet har biflödesordning 2, vilket innebär att vattnet flödar genom totalt 2 vattendrag innan det når havet efter 72 kilometer. Avrinningsområdet består mestadels av skog (49 procent) och öppen mark (18 procent). Avrinningsområdet har 2,33 kvadratkilometer vattenytor vilket ger det en sjöprocent på 12,4 procent. Bebyggelsen i området täcker en yta av 1,11 kvadratkilometer eller 6 procent av avrinningsområdet.